# Red de área de almacenamiento
Una red de área de almacenamiento, en inglés Storage Area Network (SAN), es una red de almacenamiento integral que se utiliza en entornos empresariales. Se trata de una arquitectura completa que agrupa los siguientes elementos.
- Una red de alta velocidad de canal de fibra o iSCSI.
- Un equipo de interconexión dedicado (conmutadores, puentes, etc).
- Elementos de almacenamiento de red (discos duros)

Una SAN es una red dedicada al almacenamiento que está conectada a las redes de comunicación de una compañía. Además de contar con interfaces de red tradicionales, los equipos con acceso a la SAN tienen una interfaz de red específica que se conecta a la SAN.
El rendimiento de la SAN está directamente relacionado con el tipo de red que se utiliza. En el caso de una red de canal de fibra, el ancho de banda es de aproximadamente 100 megabytes/segundo y se puede extender aumentando la cantidad de conexiones de acceso.
La capacidad de una SAN se puede extender de manera casi ilimitada y puede alcanzar cientos y hasta miles de terabytes.
Una SAN permite compartir datos entre varios equipos de la red sin afectar el rendimiento porque el tráfico de SAN está algunas veces totalmente separado del tráfico de usuario (otra opción es tener servidores que conectan a la red normal con la red SAN, por lo tanto ahí sí se verá afectado el rendimiento, todo esto depende de las necesidades y capacidades económicas de cada organización). Son los servidores de aplicaciones que funcionan como una interfaz entre la red de datos (generalmente un canal de fibra (Fibre Channel = FC) y la red de usuario (por lo general Ethernet).
Por otra parte, una SAN es mucho más costosa que un almacenamiento conectado en red (NAS) ya que la primera es una arquitectura completa que utiliza una tecnología que todavía es muy cara. Normalmente, cuando una compañía estima el coste total de propiedad (TCO) con respecto al coste por byte, el coste se puede justificar con más facilidad.
Además es una red concebida para conectar servidores, matrices (arrays) de discos y librerías de soporte. Principalmente, está basada en tecnología fibre channel y iSCSI.

## Definición de SAN
Una red SAN es una arquitectura de acceso a bloques que utiliza protocolos de acceso a disco similares a los que se utilizan en las conexiones directas con discos o cabinas dedicadas. Esta similitud en los protocolos permite que los controladores específicos de la red de almacenamiento oculten al sistema operativo el hecho de que los discos no están conectados internamente al servidor.
El modo de acceso se distingue de otros modos de almacenamiento en red por su bajo nivel. El tipo de tráfico en una SAN es muy similar al de los discos duros como ATA, SATA y SCSI. En lugar de solicitar un fichero específico, por ejemplo "/home/usuario/wikipedia", como en otros métodos de almacenamiento (como SMB o NFS), en una SAN, el servidor solicita un bloque específico de un disco, por ejemplo "el bloque 6000 del disco 4". La mayoría de las SAN actuales usan el protocolo SCSI para acceder a los datos de la SAN, aunque no usen interfaces físicas SCSI.
Este tipo de redes de datos se han utilizado y se utilizan tradicionalmente en grandes mainframes como en IBM, SUN o HP. Aunque recientemente[¿cuándo?] con la incorporación de Microsoft se ha empezado a utilizar en máquinas con sistemas operativos Microsoft Windows.
Una SAN se compone de una red de almacenamiento dedicada que proporciona acceso de nivel de bloque a varios Logical Unit Number (LUN). Un LUN, o número de unidad lógica, representa un disco virtual proporcionado por la SAN. El administrador del sistema tiene el mismo acceso y los derechos al LUN como si fuera un disco directamente conectado a la misma. El administrador puede particionar y formatear el disco en cualquier medio que él elija.
En términos de protocolos de red, las SAN utilizan Fibre Channel e iSCSI. Una red de canal de fibra es una red muy rápida aislada normalmente del tráfico de la red LAN de la empresa. Sin embargo, es muy costosa. Las tarjetas de canal de fibra óptica cuestan alrededor de mil dólares cada una[cita requerida][¿cuándo?]. También requieren conmutadores especiales de canal de fibra. Por otro lado, iSCSI es una tecnología más económica que envía comandos SCSI sobre una red TCP/IP. Este método no es tan rápido como una red Fibre Channel, pero ahorra costes, ya que utiliza un hardware de red menos costoso.
A partir de desastres, como lo fue el "martes negro" en los atentados del 11 de septiembre de 2001, la gente de TI han tomado acciones al respecto, con servicios de cómo recuperarse ante un desastre, cómo recuperar miles de datos y lograr la continuidad del negocio, una de las opciones es contar con la red de área de almacenamiento; sin embargo, las compañías se pueden enfrentar a cientos de ataques, por lo que es necesario contar con un plan en caso de contingencia; es de vital importancia que el sitio donde se encuentre la SAN, se encuentre en un área geográfica distinta a donde se ubican los servidores que contienen la información crítica. Además, se trata de un modelo centralizado fácil de administrar, puede tener un bajo costo de expansión y administración, lo que la hace una red fácilmente escalable; fiabilidad, debido a que se hace más sencillo aplicar ciertas políticas para proteger a la red.

## Antecedentes
La mayoría de las SAN usan el protocolo de comunicaciones SCSI (iSCSI) para la comunicación entre los servidores y los dispositivos de almacenamiento, aunque no se haga uso de la interfaz física de bajo nivel. En su lugar se emplea una capa de mapeo, como el estándar FCP.
Sin embargo, la poca flexibilidad que este provee, así como la distancia que puede existir entre los servidores y los dispositivos de almacenamiento, fueron los detonantes para crear un medio de conexión que permitiera compartir los recursos, y a la vez incrementar las distancias y capacidades de los dispositivos de almacenamiento.
Dada la necesidad de compartir recursos, se hizo un primer esfuerzo con los primeros sistemas que compartían el almacenamiento a dos servidores, como el actual HP MSA500G2, pero la corta distancia y la capacidad máxima de 2 servidores, sugirió la necesidad de otra forma de conexión.

## Comparativas
Una SAN se puede considerar una extensión de Direct Attached Storage (DAS).
Donde en DAS hay un enlace punto a punto entre el servidor y su almacenamiento, una SAN permite a varios servidores acceder a varios dispositivos de almacenamiento en una red compartida.
Tanto en SAN como en DAS, las aplicaciones y programas de usuarios hacen sus peticiones de datos al sistema de ficheros directamente. La diferencia reside en la manera en la que dicho sistema de ficheros obtiene los datos requeridos del almacenamiento.
En DAS, el almacenamiento es local al sistema de ficheros, mientras que en SAN, el almacenamiento es remoto.
SAN utiliza diferentes protocolos de acceso como Fibre Channel y Gigabit Ethernet. En el lado opuesto se encuentra la tecnología  Network-Attached Storage (NAS), donde las aplicaciones hacen las peticiones de datos a los sistemas de ficheros de manera remota mediante protocolos Server Message Block (CIFS) y Network File System (NFS).
|  |  |

## Estructura básica de una SAN
Las SAN proveen conectividad de E/S a través de las computadoras host y los dispositivos de almacenamiento combinando los beneficios de tecnologías Fibre Channel y de las arquitecturas de redes brindando así una aproximación más robusta, flexible y sofisticada que supera las limitaciones de DAS empleando la misma interfaz lógica SCSI para acceder al almacenamiento.
Las SAN se componen de tres capas:
1. Capa Host: esta capa consiste principalmente en servidores, dispositivos o componentes (HBA, GBIC, GLM) y software (sistemas operativos).
2. Capa Fibra: esta capa la conforman los cables (fibra óptica) así como los SAN hubs y los SAN switches como punto central de conexión para la SAN.
3. Capa Almacenamiento: esta capa la componen las formaciones de discos (Disk Arrays, memoria caché, RAID) y cintas empleados para almacenar datos.

La red de almacenamiento puede ser de dos tipos:
- Red Fibre Channel: la red fibre channel es la red física de dispositivos Fibre Channel que emplea Fibre Channel Switches y directores y el protocolo Fibre Channel Protocol (FCP) para transporte (SCSI-3 serial sobre canal de fibra).
- Red IP: emplea la infraestructura del estándar LAN con hubs y/o switches Ethernet interconectados. Una SAN IP emplea iSCSI para transporte (SCSI-3 serial sobre IP).

## Canal de fibra
Canal de fibra (Fibre Channel) es un estándar, que transporta en gigabits, está optimizado para almacenamiento y otras aplicaciones de alta velocidad. Actualmente la velocidad que se maneja es de alrededor de 1 gigabit (200 MBps full-duplex). Fibre Channel soportará velocidades de transferencia full duplex arriba de los 400 MBps, en un futuro cercano.
Hay tres topologías basadas en Fibre Channel:
- Punto a punto (Point to Point).
- Bucle Arbitrado (Arbitrated Loop).
- Tejido Conmutado (Switched Fabric).

### Fibre Channel Fabric
El “Tejido de Canal de Fibra” (Fibre Channel Fabric) fue diseñado como una interfaz genérica entre cada nodo y la interconexión con la capa física de ese nodo. Con la adhesión de esta interfaz, cualquier nodo "canal de fibra", puede comunicarse sobre el Tejido, sin que sea requerido un conocimiento específico del esquema de interconexión entre los nodos.

### Fibre Channel Arbitrated Loop
Esta topología, se refiere a la compartición de arquitecturas, las cuales soportan velocidades full-duplex de 100 MBps o inclusive de hasta 200 MBps.
Analógicamente a la topología Token Ring, múltiples servidores y dispositivos de almacenamiento, pueden agregarse a mismo segmento del bucle.
Hasta 126 dispositivos pueden agregarse a un FC-AL (Fibre Channel Arbitrated Loop).
Ya que el bucle es de transporte compartido, los dispositivos deben ser arbitrados, esto es, deben ser controlados, para el acceso al bucle de transporte, antes de enviar datos.

### Servicios Brindados por una Fabric
Cuando un dispositivo se une a una Fabric su información es registrada en una base de datos, la cual es usada para su acceso a otros dispositivos de la Fabric, así mismo mantiene un registro de los cambios físicos de la topología. A continuación se presentan los servicios básicos dentro de una Fabric.
- Login Service: este servicio se utiliza para cada uno de los nodos cuando estos realizan una sesión a la Fabric (FLOGI). Para cada una de las comunicaciones establecidas entre nodos y la fábrica se envía un identificador de origen (S_ID) y del servicio de conexión se regresa un D_ID con el dominio y la información del puerto donde se establece la conexión.
- Name services: toda la información de los equipos “logueados” en la Fabric son registrados en un servidor de nombre que realiza PLOGIN. Esto con la finalidad de tener todas las entradas registradas en una base de datos de los residentes locales.
- Fabric Controller: es el encargado de proporcionar todas las notificaciones de cambio de estado a todos los nodos que se encuentren dados de alta dentro de la Fabric utilizando RSCNs (registro notificación de estado de cambio).
- Management Server: el papel de este servicio es proporcionar un punto de acceso único para los tres servicios anteriores, basado en "contenedores" llamados zonas. Una zona es una colección de nodos que define a residir en un espacio cerrado.

## Híbrido SAN-NAS
Aunque la necesidad de almacenamiento es evidente, no siempre está claro cuál es la solución adecuada en una determinada organización.
Elegir la solución correcta puede ser una decisión con notables implicaciones, aunque no hay una respuesta correcta única, es necesario centrarse en las necesidades y objetivos finales específicos de cada usuario u organización.
Por ejemplo, en el caso concreto de las empresas, el tamaño de la compañía es un parámetro a tener en cuenta. Para grandes volúmenes de información, una solución SAN sería más acertada. En cambio, pequeñas compañías utilizan una solución NAS.
Sin embargo, ambas tecnologías no son excluyentes y pueden convivir en una misma solución.
Como se muestra en el gráfico, hay una serie de resultados posibles que implican la utilización de tecnologías DAS, NAS y SAN en una misma solución.

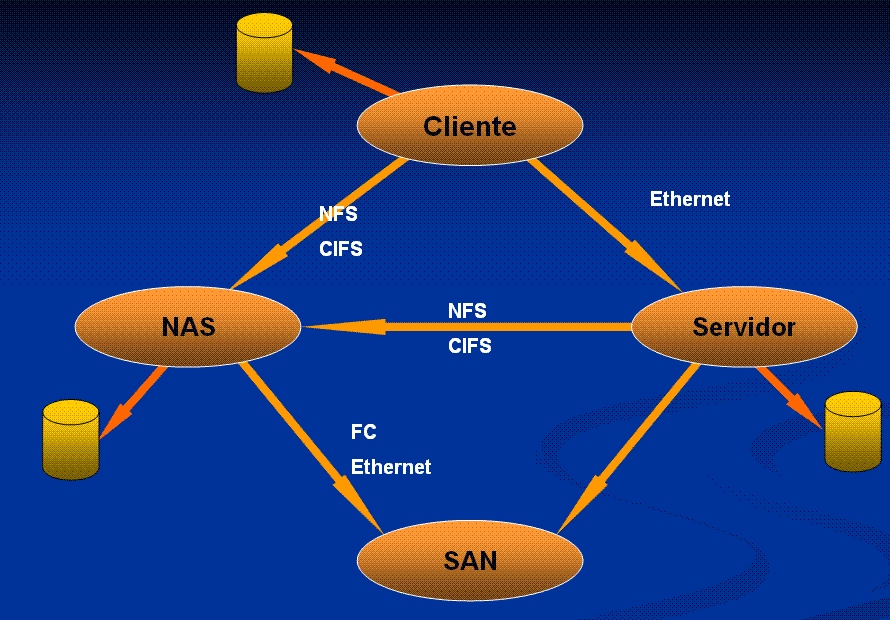
Posibles configuraciones.

## Características
- Latencia: una de las diferencias y principales características de las SAN es que son construidas para minimizar el tiempo de respuesta del medio de transmisión.
- Conectividad: permite que múltiples servidores sean conectados al mismo grupo de discos o librerías de cintas, permitiendo que la utilización de los sistemas de almacenamiento y los respaldos sean óptimos.
- Distancia: las SAN al ser construidas con fibra óptica heredan los beneficios de esta, por ejemplo, las SAN pueden tener dispositivos con una separación de hasta 10 km sin repetidores.
- Velocidad: el rendimiento de cualquier sistema de cómputo dependerá de la velocidad de sus subsistemas, es por ello que las SAN han incrementado su velocidad de transferencia de información, desde 1 Gigabit, hasta actualmente 4 y 8 Gigabits por segundo.
- Disponibilidad: una de las ventajas de las SAN es que al tener mayor conectividad, permiten que los servidores y dispositivos de almacenamiento se conecten más de una vez a la SAN, de esta forma, se pueden tener "rutas" redundantes que a su vez incrementaran la tolerancia a fallos.
- Seguridad: la seguridad en las SAN ha sido desde el principio un factor fundamental, desde su creación se notó la posibilidad de que un sistema accediera a un dispositivo que no le correspondiera o interfiriera con el flujo de información, es por ello que se ha implementado la tecnología de zonificación, la cual consiste en que un grupo de elementos se aíslen del resto para evitar estos problemas, la zonificación puede llevarse a cabo por hardware, software o ambas, siendo capaz de agrupar por puerto o por WWN (World Wide Name), una técnica adicional se implementa a nivel del dispositivo de almacenamiento que es la Presentación, consiste en hacer que una LUN (Logical Unit Number) sea accesible solo por una lista predefinida de servidores o nodos (se implementa con los WWN).
- Componentes: los componentes primarios de una SAN son: switches, directores, HBAs, servidores, ruteadores, gateways, matrices de discos y librerías de cintas.
- Topología: cada topología provee distintas capacidades y beneficios las topologías de SAN son:
  - Cascada (cascade).
  - Anillo (ring).
  - Malla (meshed).
  - Núcleo/borde (core/edge).
- ISL (Inter Switch Link, enlace entre conmutadores): actualmente las conexiones entre los switches de SAN se hacen mediante puertos tipo "E" y pueden agruparse para formar una troncal (trunk) que permita mayor flujo de información y tolerancia a fallos.
- Arquitectura: los canales de fibra actuales funcionan bajo dos arquitecturas básicas, FC-AL (Fibre Channel Arbitrated Loop) y Switched Fabric, ambos esquemas pueden convivir y ampliar las posibilidades de las SAN. La arquitectura FC-AL puede conectar hasta 127 dispositivos, mientras que switched fabric hasta 16 millones teóricamente.

## Ventajas
Compartir el almacenamiento simplifica la administración y añade flexibilidad, puesto que los cables y dispositivos de almacenamiento no necesitan moverse de un servidor a otro. Tengamos en cuenta que, salvo en el modelo de SAN file system y en los clústeres, el almacenamiento SAN tiene una relación de uno a uno con el servidor. Cada dispositivo (o Logical Unit Number, LUN) de la SAN es "propiedad" de una sola computadora o servidor. Como ejemplo contrario, NAS permite a varios servidores compartir el mismo conjunto de ficheros en la red.
Una SAN tiende a maximizar el aprovechamiento del almacenamiento, puesto que varios servidores pueden utilizar el mismo espacio reservado para crecimiento.
Las rutas de almacenamiento son muchas, un servidor puede acceder a uno o "n" discos y un disco puede ser accedido por más de un servidor, lo que hace que aumente el beneficio o retorno de la inversión, es decir, el ROI (Return On Investment), por sus siglas en inglés.
La "red de área de almacenamiento" tiene la capacidad de respaldar en localizaciones físicamente distantes. Su objetivo es perder el menor tiempo posible o mejor aún, no perder tiempo, así que tanto el respaldo como la recuperación son en línea.
Una de las grandes ventajas que también tiene es que proporciona alta disponibilidad de los datos.
Una ventaja primordial de la SAN es su compatibilidad con los dispositivos SCSI ya existentes, aprovechando las inversiones ya realizadas y permitiendo el crecimiento a partir del hardware ya existente. Mediante el empleo de dispositivos modulares como hubs, switches, bridges y routers, se pueden crear topologías totalmente flexibles y escalables, asegurando la inversión desde el primer día y, lo que es más importante, aprovechando dispositivos SCSI de costo considerable como subsistemas RAID-SCSI a SCSI, librerías de cintas o torres de CD-ROM, ya que a través de un bridge Fibre Channel a SCSI podemos conectarlos directamente a la SAN. Puesto que están en su propia red, son accesibles por todos los usuarios de manera inmediata.
El rendimiento de la SAN está directamente relacionado con el tipo de red que se utiliza. En el caso de una red de canal de fibra, el ancho de banda es de aproximadamente 100 megabytes/segundo (1000 megabits/segundo) y se puede extender aumentando la cantidad de conexiones de acceso.
La capacidad de una SAN se puede extender de manera casi ilimitada y puede alcanzar cientos y hasta miles de terabytes.
Una SAN permite compartir datos entre varios equipos de la red sin afectar el rendimiento porque el tráfico de SAN está totalmente separado del tráfico de usuario. Son los servidores de aplicaciones que funcionan como una interfaz entre la red de datos (generalmente un canal de fibra) y la red de usuario (por lo general Ethernet).

## Desventajas
Por otra parte, una SAN es mucho más costosa que una NAS ya que la primera es una arquitectura completa que utiliza una tecnología que todavía es muy cara. Normalmente, cuando una compañía estima el TCO (coste total de propiedad) con respecto al coste por byte, el coste se puede justificar con más facilidad.

## Protocolos
Existen protocolos básicos usados en una red de área de almacenamiento:
- FC-AL
- FC-SW
- SCSI
- FCoE

### FC-AL
Protocolo Fibre Channel Arbitrated Loop, usado en hubs, en el SAN hub este protocolo es el que se usa por excelencia, el protocolo controla quién puede comunicarse, solo uno a la vez por usuario
.

### FC-SW
Protocolo Fibre Channel Switched, usado en switches, en este caso varias comunicaciones pueden ocurrir simultáneamente.
El protocolo se encarga de conectar las comunicaciones entre dispositivos y evitar colisiones.

### SCSI
Usado por las aplicaciones, es un protocolo usado para que una aplicación de un equipo se comunique con el dispositivo de almacenamiento.
En la SAN, el SCSI se encapsula sobre FC-AL o FC-SW.
SCSI trabaja diferente en una SAN que dentro de un servidor, SCSI fue originalmente diseñado para comunicarse dentro de un mismo servidor con los discos, usando cables de cobre.
Dentro de un servidor, los datos SCSI viajan en paralelo y en la SAN viajan serializados.

### FCoE
Es una tecnología de red de computadoras que encapsula las tramas de canal de fibra a través de redes Ethernet. Esto permite al canal de fibra utilizar 10 redes Gigabit Ethernet (o velocidades más altas), preservando el protocolo Fibre Channel. La especificación fue parte del Comité Internacional de Estándares de Tecnologías de Información T11 FC-BB-5 estándar publicado en 2009.

## Seguridad
Una parte esencial de la seguridad de las redes de área de almacenamiento es la ubicación física de todos y cada uno de los componentes de la red. La construcción de un data center es solo la mitad del desafío, es el hecho de decidir dónde pondremos los componentes de la red (tanto software como hardware) la otra mitad y la más difícil. Los componentes críticos de la red, como pueden ser los switches, matrices de almacenamiento o hosts los cuales deben estar en el mismo data center. Al implementar seguridad física, solo los usuarios autorizados pueden tener la capacidad de realizar cambios tanto físicos como lógicos en la topología, cambios como pueden ser: cambio de puerto de los cables, acceso a reconfigurar algún equipo, agregar o quitar dispositivos, entre otros.
La planificación también debe tomar en cuenta las cuestiones del medio ambiente como puede ser la refrigeración, la distribución de energía y los requisitos para la recuperación de desastres. Al mismo tiempo se debe asegurar que las redes IP que se utilizan para gestionar los diversos componentes de la SAN son seguras y no son accesibles para toda la compañía. También tiene sentido cambiar las contraseñas por defecto que tienen los dispositivos de la red para así prevenir el uso no autorizado.